# Себастиан Скилачи
Себастиа̀н Скилачѝ (собственото име на френски, фамилията на италиански: Sébastien Squillaci, произношение на френски най-близко до Себастиа̀н Скиласѝ ) е френски футболист, роден на 11 август 1980 г. в Тулон. Играе на поста централен защитник.

## Клубна кариера
Скилачи започва кариерата си в местния Тулон през 1997 г., а година по-късно преминава в Монако. Там обаче не успява да се наложи в първия отбор и след две години в дублиращия тим отива под наем във втородивизионния Аячо, където показва добри игри и печели Лига 2. През 2002 г. новият треньор на Монако Дидие Дешам го връща в отбора и Скилачи се превръща в един от основните играчи. Освен че печели Купата на лигата през 2003 г., следващия сезон той отбелязва важен гол срещу Реал Мадрид, който допринася за класирането на отбора в следващия кръг на Шампионската лига в годината, когато Монако играе финал на турнира. След разочароващото десето място в първенството и напускането на Дешам през 2006 г., Скилачи решава да търси нови предизвикателства и подписва четиригодишен договор с Олимпик Лион. Като твърд титуляр в защитата на отбора, той печели две шампионски титли на Франция. През лятото на 2008 г. преминава в испанския Севиля за 5 милиона паунда. Той прави 2 добри години в Севиля в които изиграва 49 мача и отбелязва 1 гол. През летния трансферен прозорец на 2010 Скилачи подписва с гранда от Лондон Арсенал.

## Национален отбор
За Франция Скилачи дебютира през 2008 г. Той остава неизползвана резерва на Евро 2008, а на СП 2010 изграва 90 минути.

## Успехи
Аячо
- Лига 2
  - Шампион: 2002

 Монако
- Шампионска лига
  - Финалист: 2004
- Купата на лигата
  - Носител: 2003

 Олимпик Лион
- Лига 1
  - Шампион: 2007, 2008
- Суперкупа на Франция
  - Носител: 2006
- Купата на лигата
  - Финалист: 2007